# Arahnofobia
Arahnofobia  (titlu original: Arachnophobia) este un film de groază SF thriller de comedie american din 1990 regizat de Frank Marshall. Rolurile principale au fost interpretate de actorii Jeff Daniels și John Goodman. A primit Premiul Saturn pentru cel mai bun film de groază.

## Distribuție
- Jeff Daniels - Dr. Ross Jennings
- John Goodman - Delbert McClintock
- Harley Jane Kozak - Molly Jennings
- Julian Sands - Dr. James Atherton
- Brian McNamara - Chris Collins
- James Handy - Milton Briggs
- Peter Jason - Henry Beechwood
- Henry Jones - Dr. Sam Metcalf
- Roy Brocksmith - Irv Kendall
- Kathy Kinney - Blaire Kendall
- Stuart Pankin - Sheriff Lloyd Parsons
- Frances Bay - Evelyn Metcalf
- Mary Carver - Margaret Hollins
- Garette Ratliff Henson (men. ca - Garette Patrick Ratliff) - Tommy Jennings
- Marlene Katz - Shelly Jennings
- Mark L. Taylor - Jerry Manley
- Brandy Norwood - Brandy Beechwood (nem.)

## Vezi și
- Listă de filme SF de groază